# マレーシアと北朝鮮の関係
マレーシア・北朝鮮関係（マレー語: Hubungan Malaysia–Korea Utara; 朝鮮語: 말레이시아 - 조선 관계）は、マレーシアと北朝鮮の間の外交関係について言及する。

## 歴史
二国間関係は、1973年6月30日に始まった。北朝鮮大使館は2003年にクアラルンプールに設置されたが、2009年にマレーシアは、査証なしで北朝鮮に訪問できる最初の国となり、2016年に国際連合安全保障理事会決議第2270号（北朝鮮制裁決議）を受けてシンガポールが北朝鮮人に対するビザ免除措置を取り消したのちは、北朝鮮にとっての唯一のビザ免除制度のある国となった。2013年、北朝鮮の最高指導者である金正恩は、経済学名誉博士の学位をマレーシアのHELP大学より授与された。
2017年2月、金正恩の実兄・金正男がクアラルンプール国際空港でVXガスによって暗殺される事件が発生した。この事件をめぐってマレーシア政府は、北朝鮮側が正当な対応をしなかった事などから、査証免除制度を停止することを決めた。更に、在マレーシア大使の姜哲に対して、ペルソナ・ノン・グラータとして国外退去を通告した。同年3月5日、北朝鮮外務省は、在北朝鮮マレーシア大使のモハマド・ニザン・モハマドを同様にペルソナ・ノン・グラータに認定する形で報復し、48時間以内に国外退去するよう通告した。同年10月12日、アニファ・アマン外相が、平壌に置かれていたマレーシア大使館を閉鎖する意向を示した。一方で、マレーシアが平壌から大使館を引き揚げた後も、しばらくはクアラルンプールの北朝鮮大使館は存続していたが、2021年3月19日、資金洗浄の罪に問われていた在マレーシア北朝鮮人を、マレーシア当局が北朝鮮当局との事前調整なしでアメリカ合衆国に引き渡したことに応酬する形で、まず北朝鮮はマレーシアとの外交関係断絶を宣言し、同月21日にはクアラルンプールの北朝鮮大使館を閉鎖した。

## 経済関係
北朝鮮は、マレーシアから精製油、天然ゴム、パーム油を輸入している。2010年代半ばには、マレーシアのブルナマ通信は、両国は情報通信関連分野において協力関係が強まるであろうと報じていた。
他方、北朝鮮からマレーシアへもたらされるものとしては、北朝鮮籍の労働者がサバ州とサラワク州にて鉱業に従事していた。

## 観光関係
2017年まで、北朝鮮は観光推進のためにマレーシアの観光部門と協力し合っていた。2001年以来、1,000名以上のマレーシア人が北朝鮮を訪問している。2011年4月、北朝鮮は、マレーシアからの観光客のさらなる増加のため、高麗航空がクアラルンプール・平壌便を開設した。利用者が少なかったため一度は閉鎖されたものの、2013年8月に再開した。
クアラルンプールには、北朝鮮政府直営のレストランがあった。しかし、2017年2月13日に金正男暗殺事件が起こったことで両国の関係は急速に悪化し、同年9月28日、マレーシア政府は自国民の北朝鮮渡航を禁止する措置を発表した。

## 工作拠点
在マレーシア北朝鮮大使館には北朝鮮工作員が配属されており、ラングーン事件では司令部の機能を果たした。その後工作の本拠は在リビア北朝鮮大使館に移ったものの、2017年の金正男殺害事件では、在マレーシア北朝鮮大使館の二等書記官が指揮をとったとされる。
またクアラルンプールでは、工作機関・朝鮮人民軍偵察総局がシンガポールのパンシステムズ社平壌支社を通じて運営するグローバル・コミュニケーションズ社（略称グローコム）をフロント企業として、国際連合安全保障理事会決議1874を逃れて2016年7月にエリトリアに対し軍事用無線機器を輸出していたことが確認されている。同社には与党統一マレー国民組織高齢党員組合書記のムスタファ・ヤクブが初期パートナーとして在籍し、インターナショナル・ゴールデン・サービス社取締役なども兼務していた。
クアラルンプールには他にもインターナショナル・グローバル・システム社、パン・システム社、インターナショナル・ゴールデン・サービシズ社など、北朝鮮工作機関と関係がある複数の会社の登記が存在する。

## 外交使節

### 在朝鮮民主主義人民共和国マレーシア大使
1. モハマド・ユソフ・モハマド・ザイン（2004～2006年）
2. ラヒミ・ハルン（2008～2011年）
3. モハマド・ニザン・モハマド（2015～2017年）

### 在マレーシア朝鮮民主主義人民共和国大使
- 姜哲（2014～2017年）
- （臨時代理大使）キム・ユソン（2017～2021年）[26]